# International Network for Social Network Analysis
L'International Network for Social Network Analysis (INSNA) est une société savante de chercheurs et praticiens en analyse des réseaux sociaux,. Ses membres ont pour intérêt partagé d'éprouver ce récent paradigme des sciences sociales ainsi qu'à développer ses aspects méthodologiques et ses applications des diverses approches en analyse de réseaux. Ils s'intéressent aussi au développement des outils d'analyse et au réseautage social.

## Histoire
L'INSNA a été fondée en 1977 par Barry Wellman, un sociologue canadien,. La fonction clé de l'organisation fut de créer de la cohésion sociale pour un collectif de chercheurs étant largement dispersé géographiquement et à travers les disciplines scientifiques (interdisciplinarité). Wellman a joué le rôle de coordinateur de l'INSNA jusqu'en 1988. Al Wolfe, un anthropologie de l'université du Sud de la Floride a ensuite assuré cette fonction, suivi par Steve Borgatti, qui occupera ce poste de 1993 à 1999. Par la suite, Borgatti a enregistré l'INSNA en tant qu'association à but non lucratif. La chronologie complète du leadership de l'INSNA est la suivante :
| Année          | Leader         |
| 1977 - 1988    | Barry Wellman  |
| 1988 - 1993    | Al Wolfe       |
| 1993 - 1999    | Steve Borgatti |
| 2000 - 2005    | Martin Everett |
| 2005 - 2007    | Bill Richards  |
| 2007 - 2010    | George Barnett |
| 2011 - 2017    | John Skvoretz  |
| 2017 - present | Steve Borgatti |

L'INSNA soutient trois périodiques : les revues Social Networks fondée par Linton C. Freeman en 1978 et Journal of Social Structure accueillant des publications en analyse des réseaux et un semestriel créé en 1977, Connection, utilisé pour des communications informelles.
En 2018, l'INSNA compte environ 1000 membres actifs[réf. souhaitée].

## Conférences Sunbelt
En 1981, La conférence internationale annuelle Sunbelt est fondée par Al Wolfe et H. Russel Bernard. Si initialement la Sunbelt était indépendante de l'association, elle est prise en charge par l'INSNA depuis les années 1990. En 1994, il a été décidé d'incorporer la conférence européenne sur réseaux, qui se tenait en parallèle de la Sunbelt. À partir de 1995, la Sunbelt respecte une rotation de trois ans, entre l'Europe, la côte est et la côte ouest américaines.
Chaque année, la conférence est axée sur un membre central de la communauté, ceci a débuté en 1982 avec la reconnaissance de la carrière de Georg Simmel et la création d'un prix en son honneur.